# Idealismo platônico
Realismo platônico ou idealismo platônico geralmente se refere ao realismo idealista da doutrina de Platão ou à sua teoria das formas. O realismo platônico postula a existência de Ideias universais como separada dos indivíduos, diferente do realismo aristotélico e em oposição ao nominalismo. No médio platonismo, a Ideia (em grego, idéa) é vista como paradigma imutável e o eidos de Aristóteles como a forma imanente. Na aritmética, um realista platônico defende a existência de entidades matemáticas, em que coisas como números são reais para além de meros conceitos abstratos na mente de alguém.